# Gymnosporia bachmannii
Gymnosporia bachmannii là một loài thực vật thuộc họ Celastraceae. Đây là loài đặc hữu của Nam Phi. Chúng hiện đang bị đe dọa vì mất môi trường sống.